# ديفيد ديكسون (لاعب غولف)
ديفيد ديكسون (بالإنجليزية: David Dixon)‏ هو لاعب غولف بريطاني، ولد في 27 مارس 1977 في Bridgwater ‏ في المملكة المتحدة.

## وصلات خارجية
- ديفيد ديكسون على موقع رابطة أوروبا للاعبي الغولف المحترفين (الإنجليزية)
- ديفيد ديكسون على موقع التصنيف العالمي الرسمي للغولف (الإنجليزية)